# Causse de Cajarc
Causse de Cajarc of Causse de Saint-Chels is een kalkhoogvlakte (causse) in het departement Lot in Frankrijk. Het is de meest noordelijke van de Causses du Quercy gelegen bij Cajarc in de historische regio Quercy.
De laaggelegen Causse de Cajarc wordt begrensd door de noordelijke kloof van de Célé en de zuidelijke hellingen van de Lot.